# Kadapa Airport
Kadapa Airport (marathi: कडप्पा विमानतळ) är en flygplats i Indien.   Den ligger i distriktet Y.S.R. och delstaten Andhra Pradesh, i den södra delen av landet, 1 600 km söder om huvudstaden New Delhi. Kadapa Airport ligger 131 meter över havet.
Terrängen runt Kadapa Airport är platt. Runt Kadapa Airport är det mycket tätbefolkat, med 1 819 invånare per kvadratkilometer. Närmaste större samhälle är Kadapa, 6,5 km sydost om Kadapa Airport. Runt Kadapa Airport är det i huvudsak tätbebyggt.